# Granvin
Granvin es un municipio de la provincia de Hordaland, Noruega. Su centro administrativo es la localidad de Granvin, en donde vive algo más de la mitad de la población total del municipio. Tiene una población de 921 habitantes según el censo de 2015.

## Evolución administrativa
El municipio ha tenido cambios territoriales a lo largo de su historia, los cuales son:
| Año  | Cambio territorial                                              | Población | Variación |
| ---- | --------------------------------------------------------------- | --------- | --------- |
| 1838 | Fundación                                                       |           |           |
| 1859 | El municipio es renombrado como Ulvik                           |           |           |
| 1891 | Granvin se separa de Ulvik y Eidfjord                           | 1331      |           |
| 1964 | La zona conocida como Lussand-Kvanndal es transferida a Granvin |           | + 72      |

## Etimología
El municipio (originalmente la parroquia) es el nombre de la granja de Granvin (nórdico antiguo Grǫnvin), ya que la primera iglesia fue construida allí. El primer elemento es grǫn que significa «abeto», el último elemento es vin que significa «prado», «pradera». Granvin es una de las pocas parroquias en Vestlandet con bosques de picea.
El nombre de la parroquia era escrito Graven antes de 1858 y en el período 1892-1898. 

## Escudo de armas
El escudo de armas es de los tiempos modernos. Se les concedió el 13 de mayo de 1988. El escudo muestra un violín de Hardanger (Hardingfele), que es un instrumento popular de Noruega. Granvin está situado en la región de Hardanger, y tiene actividad de la música popular tradicional.

## Geografía

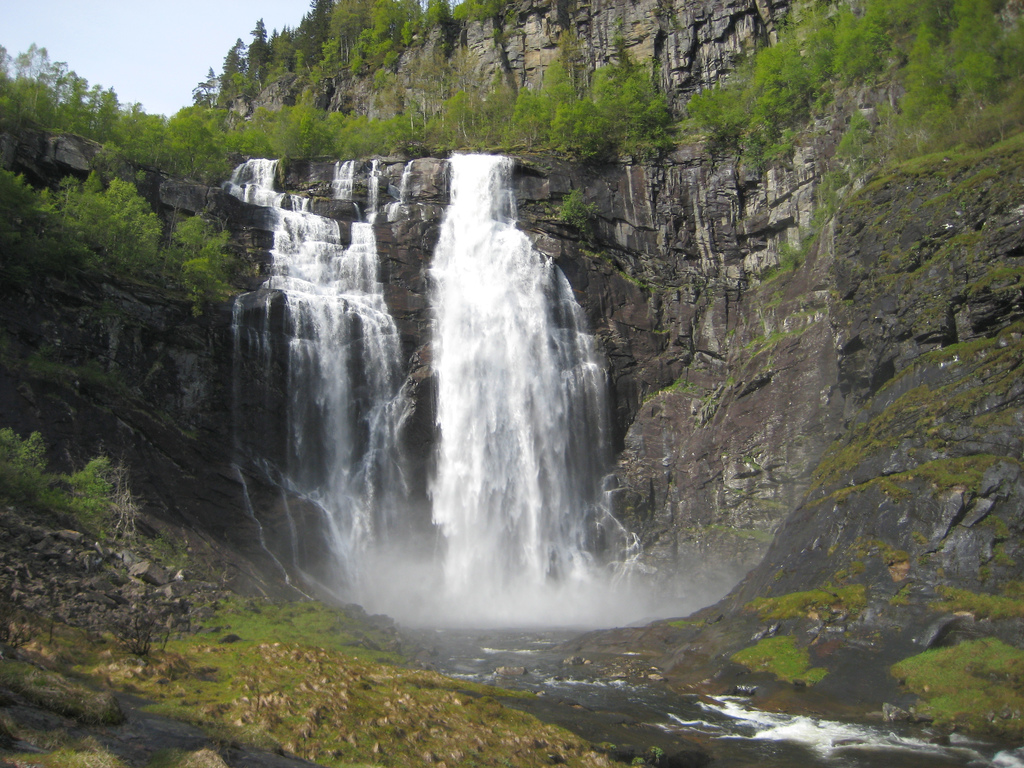
Cascada Skjervefossen

El municipio se ubica a ambos lados del Granvinsfjorden (una ramificación del Fiordo de Hardanger), abarcando también al valle que se extiende desde el fiordo. Entre los lagos presentes está el Granvinsvatnet, que está en el centro del valle. Las montañas cierran la zona central. Las cascadas principales son Espelandfossen y Skjervefossen.

## Historia
La parroquia de Graven se estableció como municipio el 1 de enero de 1838 (véase formannskapsdistrikt) que incluía a Ulvik and Eidfjord. En 1858, Ulvik se convirtió en la parroquia principal, por lo que Granvin se convirtió en parte de Eidfjord, y el nombre del municipio fue cambiado en consecuencia.
En abril de 1940, durante la invasión alemana en Noruega durante la Segunda Guerra Mundial, hubo algunos enfrentamientos entre las fuerzas alemanas y noruegas en Granvin. Las fuerzas alemanas aterrisaron en el pueblo de Granvin y fueron avanzado en el camino hacia Voss. Ellos se detuvieron por un breve tiempo en Skjervefossen, pero rápidamente se rompió la defensa noruega.
La población de Granvin ha ido disminuyendo en los últimos años. En 1951, la población era de 1158. Desde entonces, ha caído un 16,8% a 964 en 2008. Este desarrollo es común en muchos pequeños municipios rurales en Noruega.

## Gobierno
El municipio se encarga de la educación primaria, asistencia sanitaria, atención a la tercera edad, desempleo, servicios sociales, desarrollo económico, y mantención de caminos locales.
El concejo municipal (Kommunestyre) tiene 13 representantes que son elegidos cada 4 años y estos eligen a un alcalde. Estos son:

### Granvin Kommunestyre 2015 - 2019
| Partido                            | Número de representantes |
| ---------------------------------- | ------------------------ |
| Partido Laborista                  | 2                        |
| Høyre                              | 2                        |
| Partido de Centro                  | 5                        |
| Partido de la Izquierda Socialista | 1                        |
| Venstre                            | 3                        |

## Residentes notables
- Lars Jonson Haukaness (1863-1929) - Pintor de Impresionismo.
- Hans Dahl (1849-1937) - Pintor de Romanticismo.